# (174) Phèdre
Pour les articles homonymes, voir Phèdre.
(174) Phèdre est un astéroïde de la ceinture principale découvert par James Craig Watson le 2 septembre 1877. Son nom fait référence à Phèdre, fille de Minos et épouse de Thésée.